# Ophiorrhiza shendurunii
Ophiorrhiza shendurunii är en måreväxtart som beskrevs av A.E.S.Khan och Al.. Ophiorrhiza shendurunii ingår i släktet Ophiorrhiza och familjen måreväxter. Inga underarter finns listade i Catalogue of Life.